# П-15 «Термит»
П-15 (П-15М) «Термит» (Индекс УРАВ ВМФ: 4К40, по классификации МО США и НАТО: SS-N-2 Styx [«Стикс»]) — противокорабельная ракета, разработанная в середине 1950-х годов в МКБ «Радуга» под руководством главного конструктора А. Я. Березняка. Пусковая установка для ракеты была разработана КБМ в Москве, взрывные устройства для детонации боевой части — НИТИ в Балашихе.

## История

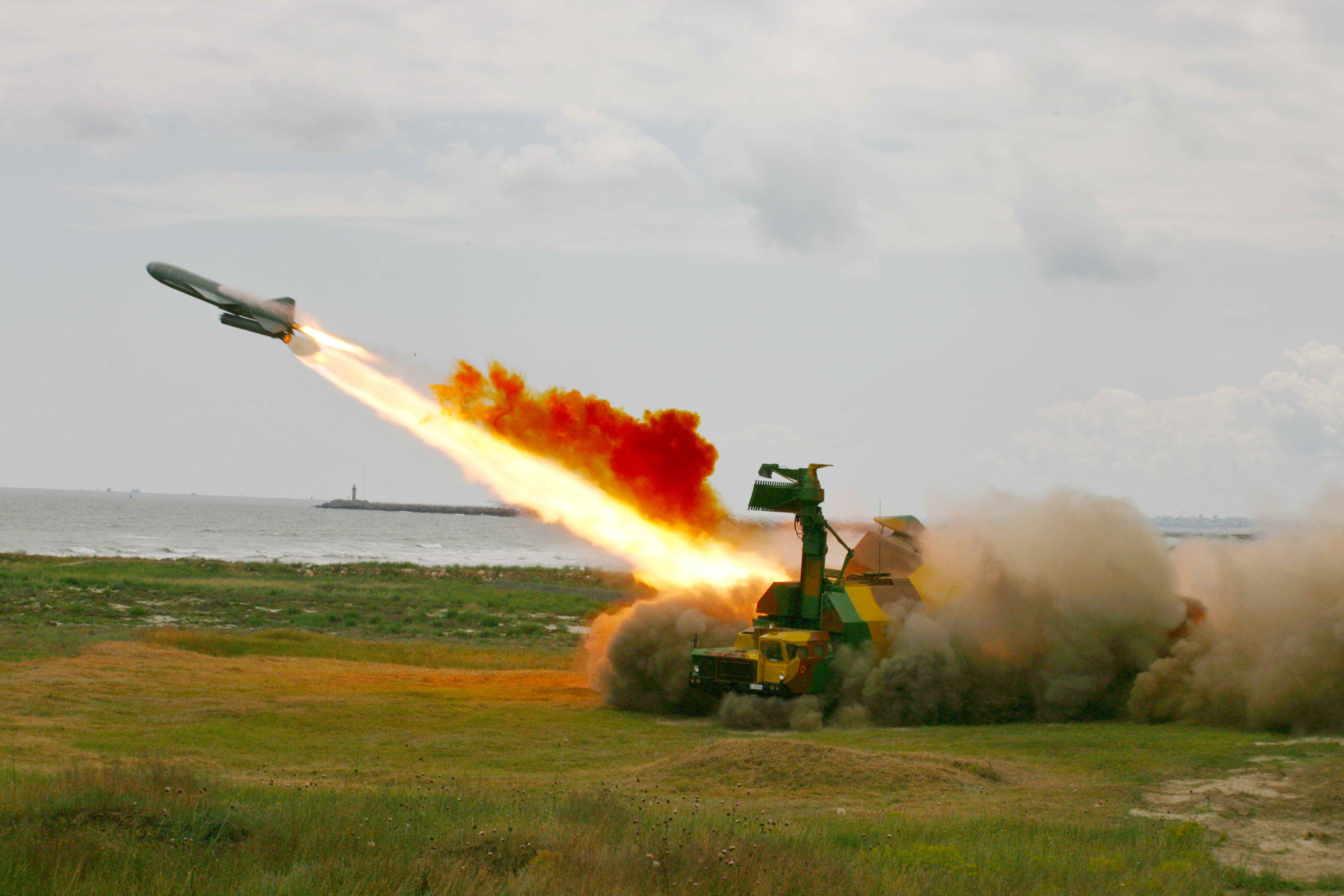
Пуск «Термита» с румынской СПУ комплекса «Рубеж»

Комплекс с ракетой П-15 (4К40) был принят на вооружение в 1960 году, комплекс с П-15М (4К51), созданной на базе П-15, был принят на вооружение в 1972 году. Ракеты П-15 оснащались тепловой головкой самонаведения «Кондор», ракеты П-15М — тепловой головкой «Снегирь».
Ракетами П-15, П-15М вооружались эсминцы, противолодочные корабли и специально спроектированные ракетные катера, позднее был разработан береговой противокорабельный ракетный комплекс «Рубеж». «Рубеж» представлял собой спаренный пусковой контейнер на поворотном столе и рубку управления с радиолокационной станцией «Гарпун», смонтированные на шасси МАЗ-543.
Ракеты производились на заводе № 256 (с 1956, г. Дубна) и на заводе № 116 (с 1959, г. Арсеньев), сборка комплекса «Рубеж» производилась на заводе имени Ворошилова в Уральске.

## Описание

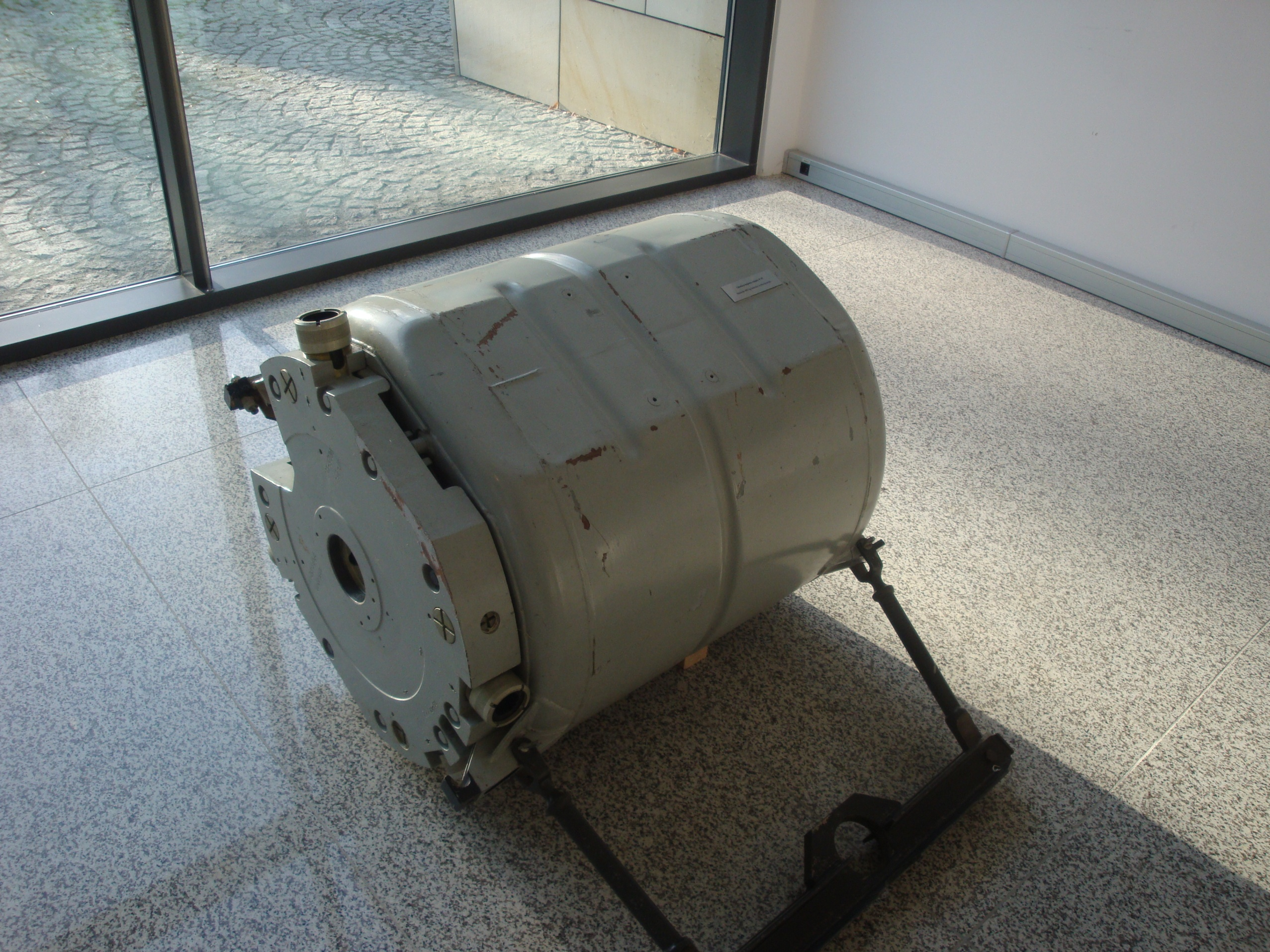
Боевая часть ракеты в Военно-морском музее в Гдыне

Представляла собой крылатую ракету с жидкостным ракетным двигателем, старт осуществлялся с помощью подвешенного под фюзеляжем твердотопливного ускорителя. На ракете применялась проникающая боевая часть фугасного действия (масса взрывчатого вещества — 375 кг), также была предусмотрена установка боевой части в ядерном снаряжении. Оснащалась радиолокационными либо инфракрасными головками самонаведения, действующими на конечном участке траектории, маршевый участок полёта проходил под управлением инерциальной системы управления. Кроме этого, предусмотрена установка аппаратуры опознавания «свой-чужой». Для удобства применения и уменьшения размеров пусковых контейнеров крылья предварительно складываются и раскрываются при выходе из контейнера.

## Модификации
- П-15 (индекс УРАВ ВМФ — 4К40) — базовый вариант, принятый на вооружение в 1960 году.
  - П-15ТГ (индекс УРАВ ВМФ — 4К40Т) — опытная ракета с тепловой головкой самонаведения, проходила испытания в 1959 году.
- П-15У (индекс УРАВ ВМФ — 4К41, в некоторых источниках — 4К40У) — модификация ракеты со складным крылом и новой ПУ, принята на вооружение в 1965 году.
  - П-15УТ (индекс УРАВ ВМФ — 4К41Т) — модификация П-15У с тепловой головкой самонаведения.
  - П-20 — экспортный вариант П-15У.
- П-15М «Термит» (индекс УРАВ ВМФ — 4К51) — модернизированный в 1972 году вариант ракеты, имеет вдвое большую дальность (80 км), масса соответственно выросла до 2,5 т (БЧ — 513 кг). Могла оснащаться как обычной, так и ядерной боевой частью.
  - П-21/22 — варианты П-15М поставлявшиеся на экспорт.
- Шанъю (серия SY) и Хайин (серия HY) — серии китайских противокорабельных ракет различных вариантов базирования созданных на основе конструкции «Термита», включая модификации для нанесения ударов по наземным целям.
- Кым Сон-1 (금성-1호) — семейство северокорейских противокорабельных ракет.

## Тактико-технические характеристики

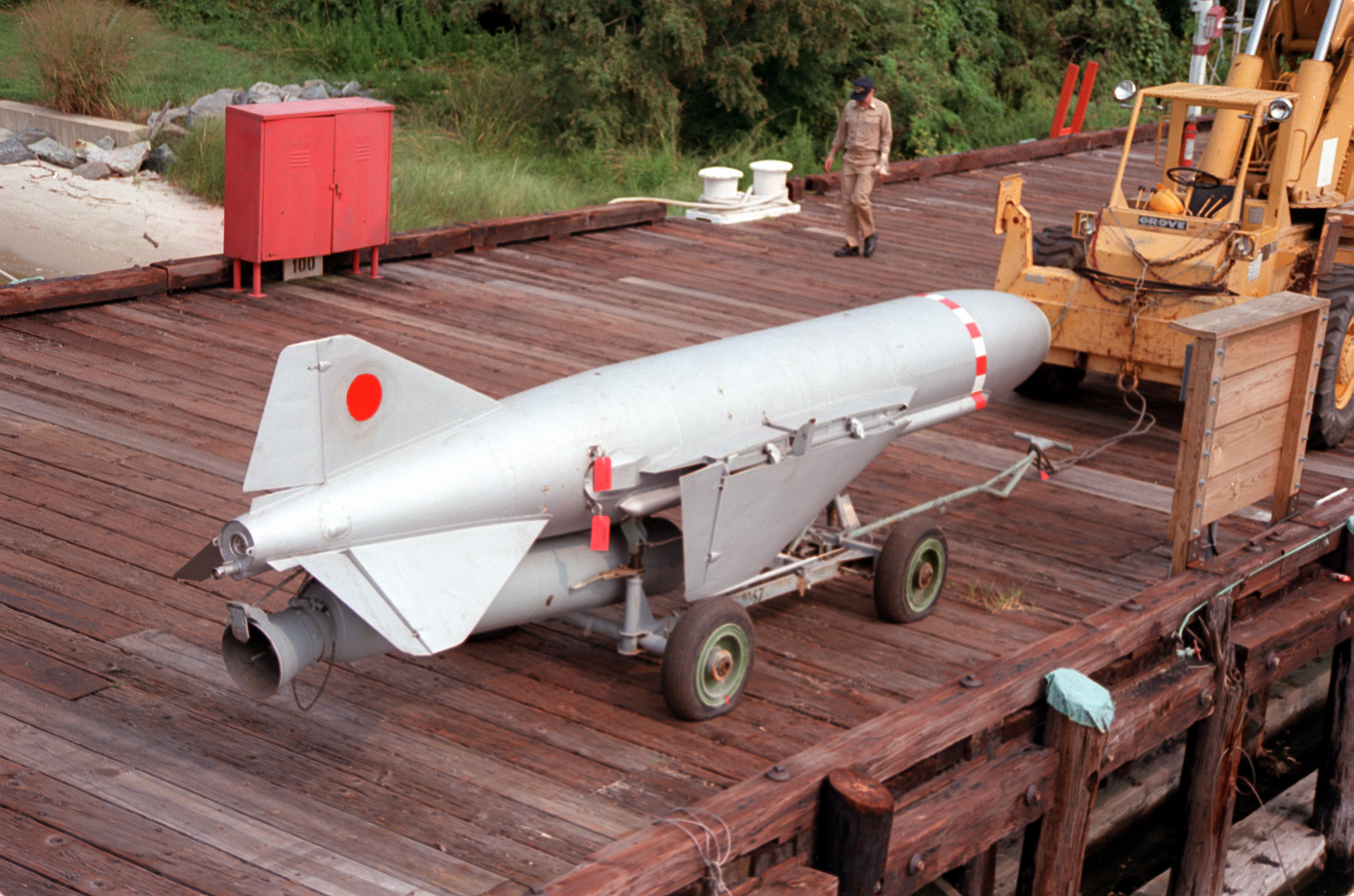
ПКР П-15М

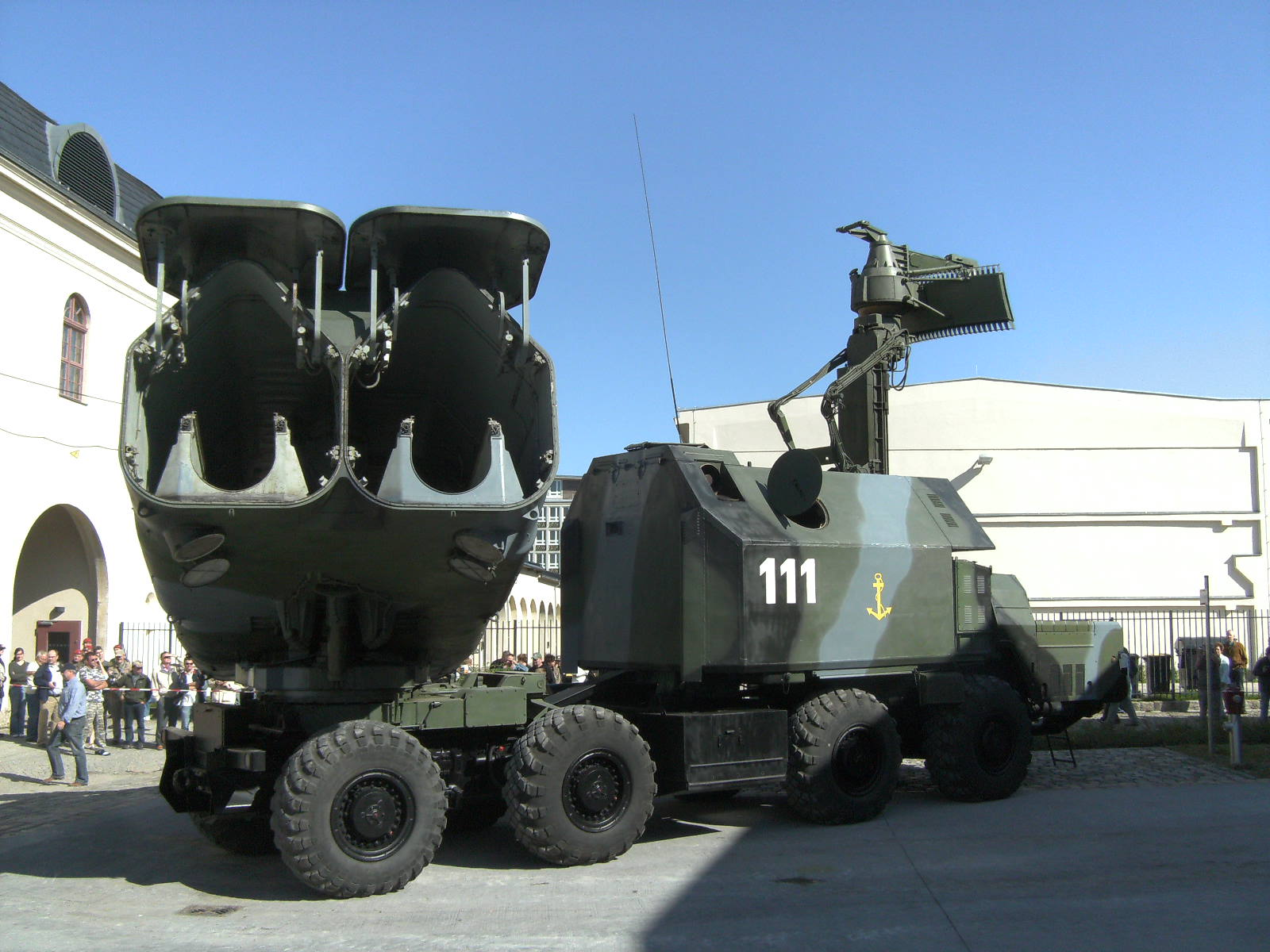
Самоходная ПУ берегового противокорабельного ракетного комплекса 4К51 «Рубеж»

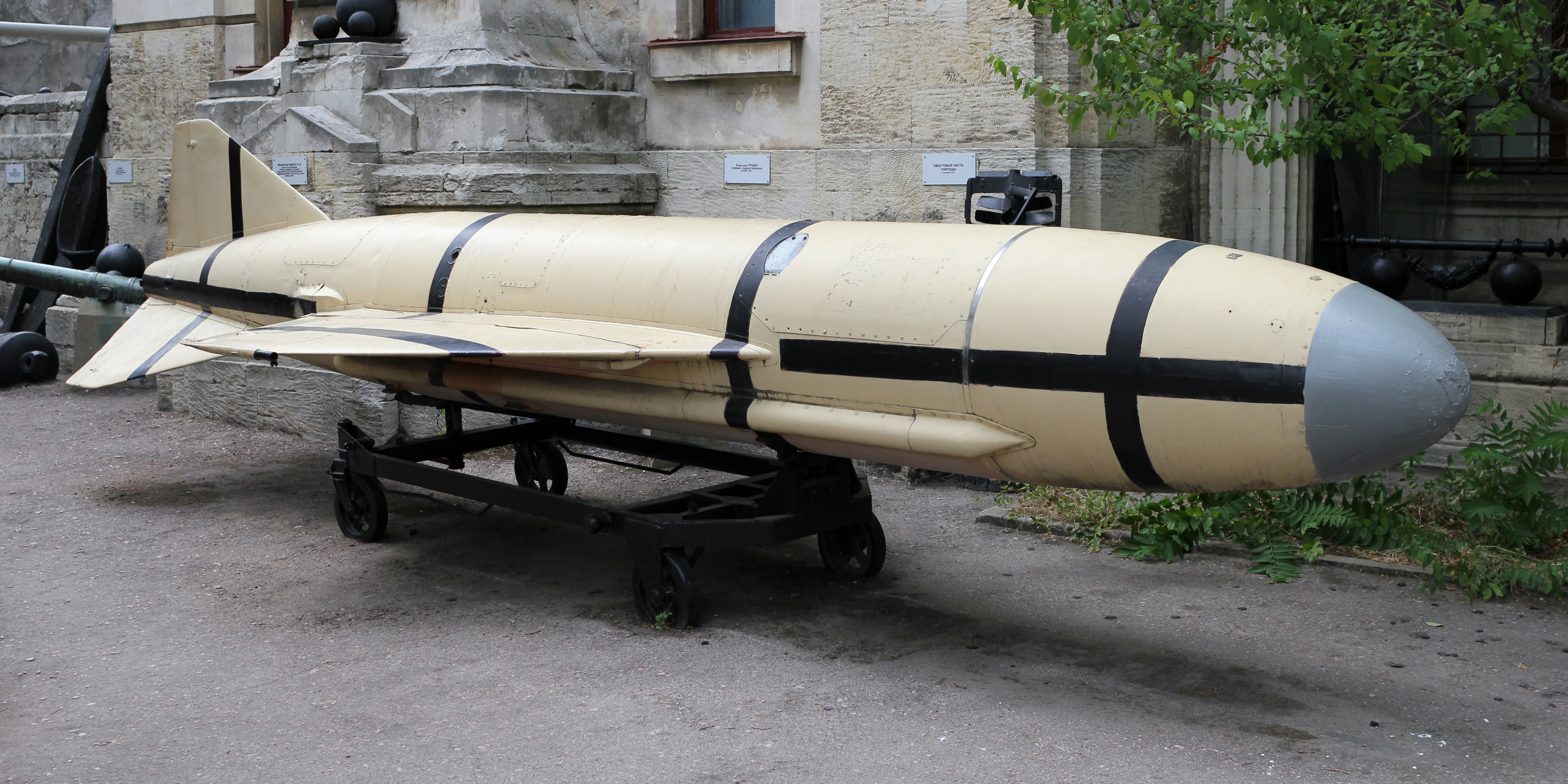
П-15М на открытой площадке Военно-исторического музея Черноморского флота в Севастополе.

|                                 |                                 | П-15                              | П-15М |
| ------------------------------- | ------------------------------- | --------------------------------- | --- |
| Год принятия на вооружение      | Год принятия на вооружение      | 1960                              | 1972 |
| Система наведения               | Тип                             | автономная                        | автономная |
| Система наведения               | Автопилот                       | АМ-15А                            | АПР-25 |
| Система наведения               | Высотомер                       | Барометрический                   | Радиолокационный РВ-МБ                                                                                         |
| Система наведения               | Система самонаведения           | АРЛГСН ДС/МС-2, или ТГСН «Кондор» | АРЛГСН ДС-М или ТГСН «Снегирь-М»                                                                               |
| Ускоритель                      | Ускоритель                      | пороховой СПРД-30                 | пороховой СПРД-192                                                                                             |
| Двигатель                       | Двигатель                       | ЖРД С2.722                        | ЖРД С2.722 |
| Боевые характеристики           |                                 |                                   | |
| Минимальная дальность, км       | Минимальная дальность, км       | 8                                 | 8 |
| Максимальная дальность, км      | Максимальная дальность, км      | 35-40                             | 80 |
| Дальность обнаружения цели, км  | Дальность обнаружения цели, км  | 24                                | 40 (100 — загоризонтный режим)                                                                                 |
| Высота полёта, м                | Высота полёта, м                | 100—200                           | 25-50 (до 250)                                                                                                 |
| Маршевая скорость полёта, м/с   | Маршевая скорость полёта, м/с   | 320                               | 320 |
| Скорость носителя, узлов        | Скорость носителя, узлов        | 50                                | 50 |
| Вероятность попадания в цель    | Вероятность попадания в цель    | 0,7                               | 0,8 |
| Массо-габаритные характеристики |                                 |                                   | |
| Длина ракеты с ускорителем, м   | Длина ракеты с ускорителем, м   | 6,425                             | 6,665 |
| Диаметр, м                      | Диаметр, м                      | 0,76                              | 0,76 |
| Размах крыла, м                 | Размах крыла, м                 | 2,4                               | 2,4 |
| Стартовая масса, кг             | Стартовая масса, кг             | 2125                              | 2573 |
| Масса топлива, кг               | Масса топлива, кг               |                                   | 214 (ТГ-02) + 860 (АК-20К)                                                                                     |
| Масса стартового ускорителя, кг | Масса стартового ускорителя, кг | 340                               | 490 |
| Тип БЧ                          | Тип БЧ                          | фугасно-кумулятивная              | фугасно-кумулятивная / ядерная                                                                                 |
| Модель БЧ                       | Модель БЧ                       | 4Г15                              | 4Г51М |
| Масса БЧ, кг                    | Масса БЧ, кг                    | 480                               | 513 |
| Масса ВВ, кг                    | Масса ВВ, кг                    |                                   | 375 / 15 кт |
| Совместимость                   |                                 |                                   | |
| Пусковые установки:             | Пусковые установки:             | КТ-67                             | КТ-97Б, КТ-138                                                                                                 |
| Носители:                       | Носители:                       | Катера проектов 183-Р, 205        | Катера проектов: 205, 1241.1, 206МР Эсминцы проекта: 56-У БПК проекта: 61М и 61МЭ Сторожевые корабли: пр. 1159 |
| Экономические показатели        |                                 |                                   | |
| Стоимость за единицу:           |                                 |                                   | |

## На вооружении
СССР активно экспортировал корабли и катера, вооружённые П-15, а также береговой комплекс «Рубеж» в страны социалистического содружества, Индию, Ирак, Йемен, Египет, Индонезию, Сирию, Алжир, Ливию, Эфиопию. Кроме того, свои экспортные поставки осуществлял Китай, который успел получить лицензию на их производство.

## Боевое применение

### Война на истощение (1967—1970)

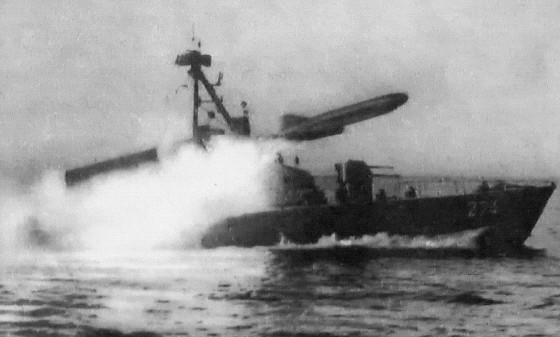
Пуск «Термита» с ракетного катера проекта 183-Р

21 октября 1967 года в районе дельты Нила четырьмя ракетами П-15 (все 4 попали в цель), запущенными с египетских катеров проекта 183-Р был потоплен израильский эсминец «Эйлат» (см. Война на истощение). Это был первый в истории случай боевого применения самонаводящихся крылатых ракет, давший толчок развитию противокорабельных крылатых ракет и средств защиты от них в США и других странах.

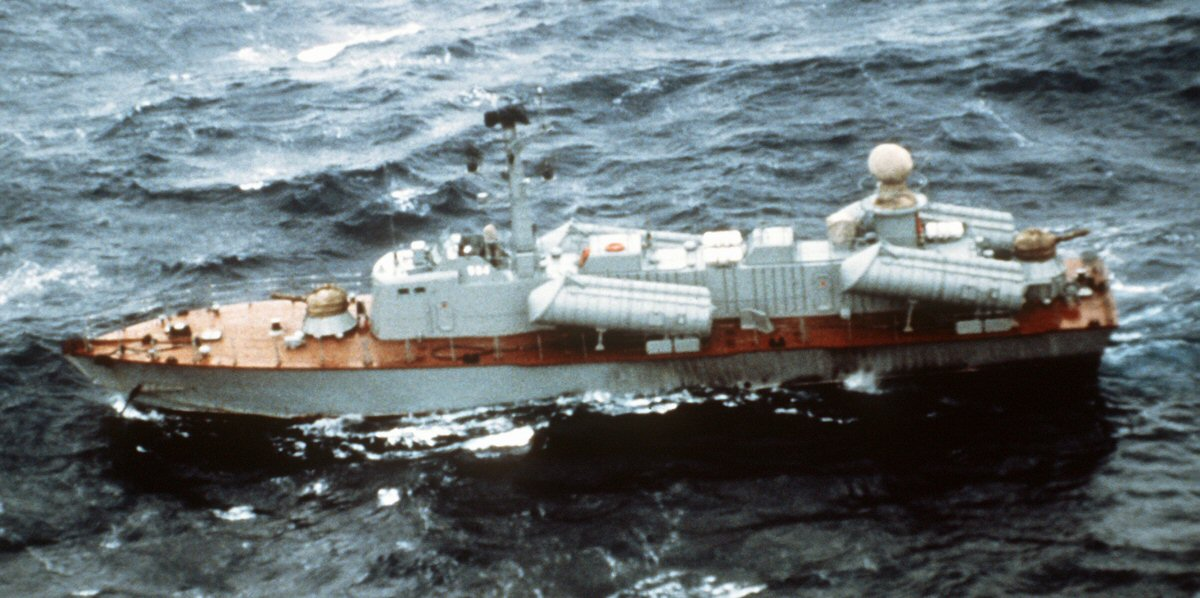
Пусковые установки ракет П-21/22 на ракетном катере проекта 205РЭ, 1982 год

Также 13 мая 1970 ракетой П-15 был потоплен израильский рыболовецкий траулер «Орит» с экипажем из 4 человек. Капитан и механик погибли, два матроса вплавь почти сутки добирались до берега.
В октябре 1970 года, невзирая на прекращение огня между Израилем и Египтом, ракетами П-15, запущенными с катеров проекта 205 был потоплен израильский военно-транспортный корабль (название неизвестно) водоизмещением 10 000 т.

### Индо-пакистанская морская война (1971)
В декабре 1971 года в ходе индо-пакистанской войны катера проекта 205 ВМС Индии, вооружённые П-15, в ходе операций «Трайдент» и «Питон» дважды наносили удары по кораблям и береговым объектам Пакистана. Всего за обе операции индийскими катерами было выпущено 11 ракет, из них 7 — по надводным целям и 4 — по береговым объектам. По надводным целям производились пуски двух ракет с интервалом в несколько секунд. Все 11 ракет поразили цели.
5 декабря индийские катера потопили 4 корабля, включая пакистанский эсминец «Хайбер» и тральщик «Мухафиз», было уничтожено свыше 500 пакистанских моряков.
В ходе ночной атаки Карачи 9 декабря было потоплено 4 портовых судна и два повреждено осколками от близких разрывов ракет. Причём огонь вёл всего лишь один индийский ракетный катер «Оса», что стало самой результативной атакой в истории ракетных катеров.
Три ракеты П-15 поразили огромные резервуары на нефтеперегонном заводе Коамари. За день резервуары нагреваются, а ночью интенсивно излучают тепло, поэтому тепловые головки наведения «Снегирь» легко захватывали эти цели.

### Война Судного дня
Во время конфликта 1973 года, известного как Война Судного дня, ракеты П-15 состояли на вооружении флотов Египта и Сирии, составляя основу их ударной мощи. Однако, в этот раз применение ракет не увенчалось успехом. В морских сражениях при Латакии и Дамиетте израильский флот последовательно разгромил сирийские и египетские военно-морские силы, уничтожив семь ракетных катеров.
Применение в этом конфликте ракет П-15 египетской и сирийской стороной согласно израильским утверждениям было полностью неудачным, с другой стороны, из 50 ПКР Gabriel, выпущенных израильскими катерами, мимо целей прошла 31 ракета.
Среди причин фиаско П-15 в арабских ВМС назывались:
- Недостаточная чувствительность головки самонаведения ракеты, проектировавшейся для поражения крупных целей, против небольших израильских катеров.
- Активное применение израильтянами средств РЭБ и дипольных отражателей.
- Плохая боевая подготовка египетских и сирийских моряков, запускавших ракеты с предельной дистанции одним залпом, не оставляя резерва для боя на среднем расстоянии.

### Ирано-иракская война
В ирано-иракской войне 1980-х, ракеты П-15 использовались обеими сторонами. Иран развернул береговые ракетные батареи (снаряженные закупленными в Китае и КНДР версиями ракеты) для контроля акватории Персидского Залива. Предположительно, ракеты этого типа использовались иранским флотом в ходе т. н. «танкерной войны» — нападений на следующие через залив танкеры, вывозившие нефть из воюющих стран.
Ирак также развернул значительное количество ракет П-15, но с переменным успехом.
В середине октября 1980 года, пусками иракских ракет П-15 был потоплен иранский буксир Payam, лоцманское судно Navid и патрульный катер Mehran, погибло 16 иранских моряков. Вдобавок, ситуацию иранцам усугубила собственная же авиация, которая потопила иранский спасательный катер Tiran, который приплыл чтобы спасти выживших моряков с катера Mehran, в результате чего погибли последние выжившие после иракской атаки моряки.
В ноябре 1980 года Ираном была проведена операция «Морварид» (атака иранского флота на иракское побережье), имевшая довольно противоречивые успехи. Согласно западным данным, в ходе этого боя от огня иранских кораблей не было ни одной потери иракского флота, вооружённого ПКР П-15 (те 2 катера с ПКР, что были потеряны, были поражены с воздуха), а сам Иран от огня ПКР П-15 потерял 1 корвет, на котором были убиты десятки членов экипажа. Эта операция продемонстрировала уже ранее отмеченную чувствительность П-15 к помехам, сравнительно большую высоту полёта и недостаточную по современным меркам дальность (менее 100 км). По иракским данным, в ходе этих морских боёв Иран потерял 3 корвета и 1 фрегат.

## Меры противоракетной обороны кораблей

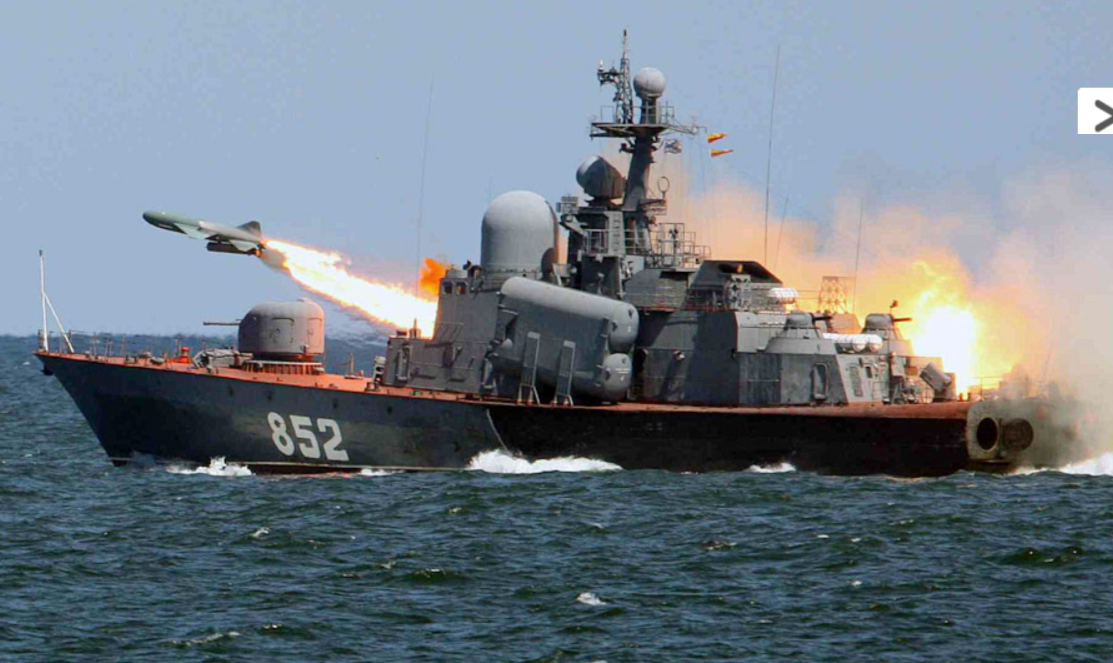
Пуск ПКР Термит. Балтийский флот

Для обеспечения защиты надводных кораблей от поражения ПКР «Термит», ВМС США разработали эшелонированную систему противоракетной обороны, включающую в себя авиационный и морской компоненты. Раннее обнаружение ракет в полёте осуществлялось посредством бортовых радиолокационных станций обнаружения палубных истребителей-перехватчиков, дежурящих в воздухе на удалении от надводных сил флота. Полученные от них пространственные координаты засечённых ракет автоматически передавались через защищённый канал передачи данных на боевую информационно-управляющую систему «НТДС», корабельные РЛС сопровождали обнаруженные ракеты противника до зоны поражения корабельных зенитно-ракетных комплексов, после чего начинались мероприятия активной защиты и попытки сбить ракету, сначала ЗУР увеличенной дальности типа «Стандарт-ER» (первый эшелон ПРО, до 74 км), а затем ЗУР средней дальности типа «Стандарт-MR» (второй эшелон, 2,77—46,3 км), — в том случае, если подлетающей ракете удавалось преодолеть оба передовых эшелона корабельной ПРО, в действие вступал зенитно-артиллерийский комплекс «Фаланкс» (третий эшелон, до 1,47 км). Наряду с мероприятиями активной защиты, на всей протяжённости маршрута полёта ракеты, после вхождения её в зону досягаемости корабельных станций постановки радиолокационных помех, осуществлялись мероприятия пассивной защиты для выведения из строя радиовысотомера ракеты. Регулярно проводились учения и мероприятия боевой подготовки экипажей палубной авиации и расчётов корабельных ЗРК для отработки слаженности действий в случае ракетного обстрела. В качестве имитаторов советских ракет в ходе учений применялись реактивные БПЛА многократного использования «Файрби-2» (BQM-34E), а в качестве мишеней для боевых стрельб одноразовые реактивные БПЛА «Джейхок» (AQM-37A) для подготовки операторов наведения ЗРК, и турбореактивные «Чукар» (MQM-74A) для подготовки зенитчиков-артиллеристов.